# Wenderson Oliveira do Nascimento
Wenderson Oliveira do Nascimento, född 27 april 1999, är en brasiliansk fotbollsspelare som spelar för IF Elfsborg.

## Karriär
Wendersons moderklubb är ABC. Mellan 2016 och 2018 spelade han för Atlético Mineiros ungdomslag. Wenderson återvände därefter till ABC och spelade seniorfotboll mellan 2019 och 2020.
Inför säsongen 2021 värvades Wenderson av IFK Värnamo. Wenderson gjorde sin Superettan-debut den 10 april 2021 i en 2–0-förlust mot Landskrona BoIS, där han blev inbytt i den 81:a minuten mot Alhassan Kamara. Wenderson hjälpte under säsongen 2021 klubben att bli uppflyttade till Allsvenskan för första gången i klubbens historia. I februari 2024 förlängde han sitt kontrakt i klubben fram över säsongen 2027.